# Circuit d'East London
El Circuit d'East London, també anomenat Circuit Prince George era un traçat apte per curses automobilístiques situat a la ciutat d'East London, a Sud-àfrica.

## Història
En aquest traçat, construït l'any 1930 i d'una llargada de 3,920 km, s'hi van realitzar diverses modificacions l'any 1959, fet que va permetre arribar a disputar-hi 3 curses del campionat del món de Fórmula 1, les corresponents al Gran Premi de Sud-àfrica de les temporades 1962, 1963 i 1965.
Després de disputades aquestes curses es va jutjar el circuit com a massa curt per les curses de F1 i es va traslladar la disputa del GP de Sud-àfrica de la temporada següent (1967) al circuit de Kyalami.

## A la F1
| Any  | Data           | Pilot       | Equip          | Resultats |
| ---- | -------------- | ----------- | -------------- | --------- |
| 1965 | 1 de gener     | Jim Clark   | Lotus - Climax | Resultats |
| 1963 | 28 de desembre | Jim Clark   | Lotus - Climax | Resultats |
| 1962 | 29 de desembre | Graham Hill | BRM            | Resultats |